# David Vetter
David Phillip Vetter (21 de setembro de 1971 – 22 de fevereiro de 1984) foi um menino americano que era uma pessoa proeminente com imunodeficiência combinada grave (SCID), uma doença hereditária que enfraquece dramaticamente o sistema imunológico. Indivíduos nascidos com SCID são anormalmente suscetíveis a infecções e a exposição a patógenos normalmente inócuos pode ser fatal. Vetter foi referido como "David, o garoto da bolha" pela mídia, em referência ao complexo sistema de contenção usado como parte do gerenciamento de seu SCID. O sobrenome de Vetter não foi revelado ao público em geral até 10 anos após sua morte, a fim de preservar a privacidade de sua família.
Em seus primeiros anos de vida, ele morou principalmente no Texas Children's Hospital, em Houston, Texas. À medida que envelhecia, ele morava cada vez mais em casa com seus pais e sua irmã mais velha, Katherine, em Dobbin, Condado de Montgomery, Texas. Ele morreu em 1984, aos 12 anos.

## Família e nascimento
Os pais de Vetter eram Carol Ann Vetter e David Joseph Vetter Jr. Seu primeiro filho, David Joseph Vetter III, também nasceu com SCID e morreu aos sete meses de idade. Os médicos aconselharam os Vetters que qualquer futuro filho do sexo masculino que pudessem conceber teria 50% de chance de herdar a doença. Na altura, o único tratamento disponível para crianças nascidas com SCID era o isolamento num ambiente estéril até que um transplante de medula óssea pudesse ser realizado com sucesso. Os Vetters, que tinham uma filha, decidiram prosseguir com outra gravidez. Seu terceiro filho, David Phillip Vetter, nasceu em 21 de setembro de 1971.
Uma cama casulo esterilizada especial foi preparada para Vetter em seu nascimento. Imediatamente após ser removido do útero de sua mãe, Vetter entrou no ambiente plástico livre de germes que seria seu lar durante a maior parte de sua vida. Vetter foi batizado como católico romano com água benta esterilizada assim que entrou na bolha. Os planos iniciais para prosseguir com um transplante de medula óssea foram interrompidos depois que foi determinado que a possível doadora, a irmã de Vetter, Katherine, não era compatível.

## A vida na bolha

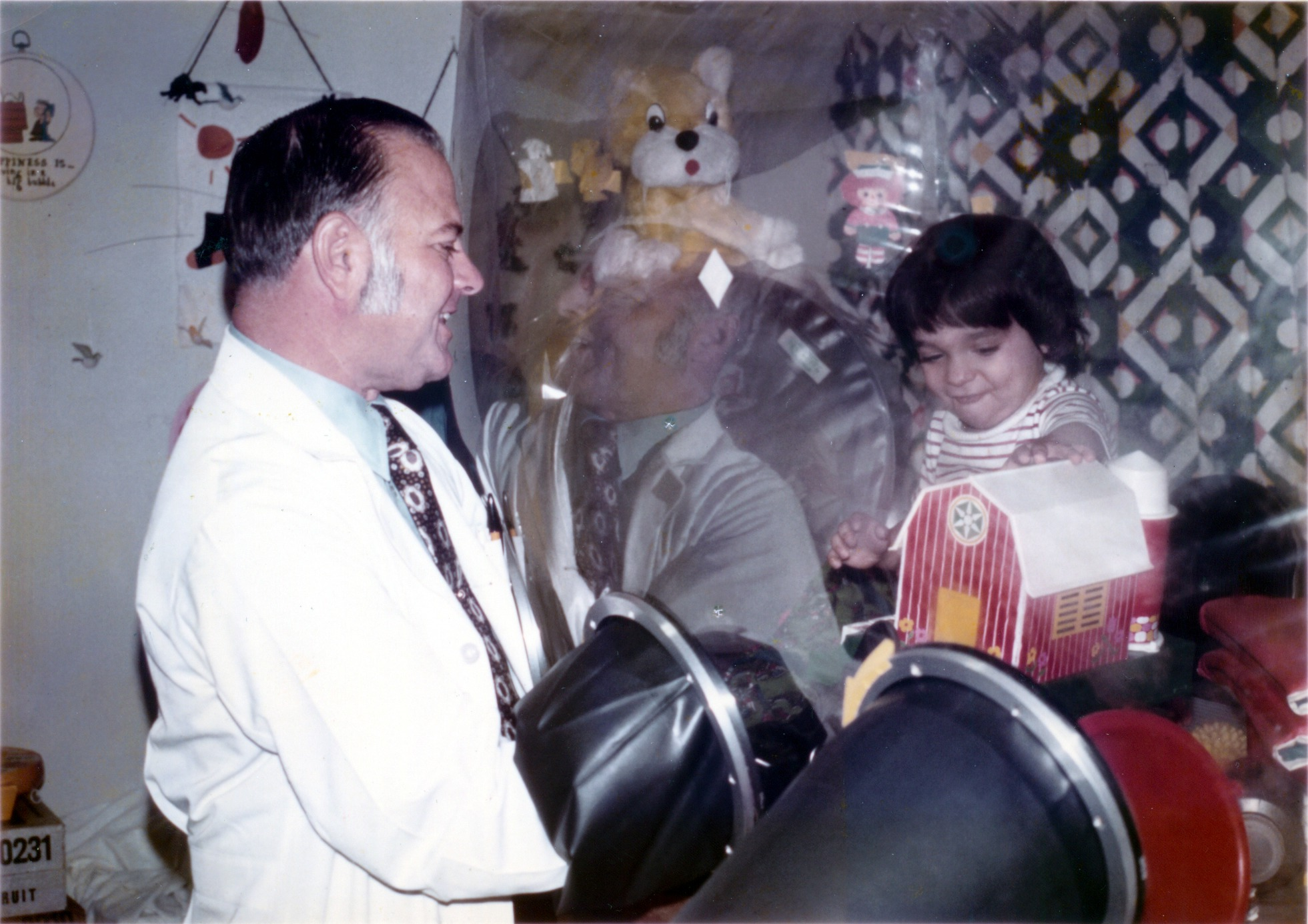
David Vetter dentro de sua bolha protetora

Água, ar, comida, fraldas e roupas foram esterilizados antes de entrarem na câmara estéril. Os itens foram colocados em uma câmara cheia de gás óxido de etileno por quatro horas a 60 graus Celsius (140º F), depois arejados por um período de um a sete dias antes de serem colocados na câmara estéril.
Depois de colocado na câmara estéril, Vetter foi tocado apenas por meio de luvas plásticas especiais fixadas nas paredes da câmara, que era mantida inflada por compressores de ar tão barulhentos que a comunicação com David era difícil. Seus pais e a equipe médica, que incluía o Dr. John Montgomery, procuraram proporcionar-lhe uma vida o mais normal possível, incluindo uma educação formal, uma televisão e uma sala de jogos dentro da câmara esterilizada. Cerca de três anos após o nascimento de Vetter, a equipe de tratamento construiu uma câmara estéril adicional na casa de seus pais em Conroe, Texas, e uma câmara de transporte para que Vetter pudesse passar períodos de duas a três semanas em casa, com sua irmã e amigos como companhia. Um amigo organizou uma exibição especial de Return of the Jedi em um teatro local para que Vetter pudesse assistir ao filme em sua câmara de transporte.
Quando Vetter tinha quatro anos, ele descobriu que poderia fazer buracos em sua bolha usando uma seringa em forma de borboleta que foi deixada dentro da câmara por engano. Nesse momento, a equipe de tratamento explicou-lhe o que eram os germes e como afetavam sua condição. À medida que foi crescendo, tomou consciência do mundo fora do seu quarto e manifestou interesse em participar do que podia ver fora das janelas do hospital e através da televisão.
Em 1977, pesquisadores da NASA usaram sua experiência na fabricação de trajes espaciais para desenvolver um traje especial que permitiria a Vetter sair de sua bolha e caminhar pelo mundo exterior. O traje foi conectado à sua bolha por meio de um tubo de tecido de 2,5 m de comprimento e, embora pesado, permitiu que ele se aventurasse fora sem sério risco de contaminação. Vetter inicialmente resistiu ao traje e, embora mais tarde tenha ficado mais confortável ao usá-lo, ele o usou apenas sete vezes. Ele superou o tamanho do traje e nunca usou o substituto fornecido pela NASA.

## Morte
Aproximadamente US$ 1,3 milhão foram gastos nos cuidados de Vetter, mas o estudo científico não conseguiu produzir uma cura verdadeira e nenhum doador compatível foi identificado. Mais tarde, Vetter recebeu um transplante de medula óssea de sua irmã Katherine. Embora seu corpo não tenha rejeitado o transplante, ele adoeceu com mononucleose infecciosa após alguns meses. Ele morreu em 22 de fevereiro de 1984, de linfoma de Burkitt aos 12 anos. A autópsia revelou que a medula óssea de Katherine continha vestígios de um vírus adormecido, Epstein-Barr, que era indetectável na triagem pré-transplante.
Ele foi enterrado no Conroe Memorial Park, Conroe, Condado de Montgomery, Texas, em 25 de fevereiro de 1984, ao lado de seu irmão mais velho, David Joseph Vetter III.

## Legado
Uma escola primária Conroe ISD, inaugurada em 1990 em The Woodlands, no Condado não incorporado de Montgomery, Texas, foi nomeada David Elementary em homenagem a Vetter.
The Boy in the Plastic Bubble é um telefilme de drama de 1976 inspirado em Vetter e Ted DeVita, estrelado por John Travolta. A canção de Paul Simon de 1986, "The Boy in the Bubble", foi inspirada na história de Vetter. Bubble Boy é uma comédia de 2001 inspirada na vida de David Vetter.

## Consequências
Os pais de Vetter se divorciaram mais tarde. Seu pai tornou-se prefeito de Shenandoah, Texas. Sua mãe se casou com Kent Demaret, um repórter de revista que escreveu sobre seu filho. A psicóloga de Vetter, Mary Murphy, escreveu um livro sobre o caso de Vetter que seria publicado em 1995; no entanto, sua publicação inicial foi bloqueada por seus pais e pelo Baylor College of Medicine. O livro foi publicado em 2019 sob o título Bursting the Bubble: The Tortured Life and Untimely Death of David Vetter.